# Акнахпюр
Акнахпюр, Акнахбюр (арм. Ակնաղբյուր) — село на севере Тавушской области в Армении.

## География
Село расположено в 10 км к северу от Иджевана. В 2 км к северу находится село Ачаджур, в 5 км к северо-востоку расположены сёла Азатамут и Дитаван, в 4 км к югу расположено село Лусадзор, а в 6 км к юго-востоку — Хаштарак.

## История
Акнахпюр основан в 451 году в честь Вардана Мамиконяна и является одним из старейших армянских сёл.

## Инфраструктура
Всеармянский фонд «Айастан» осуществлял проекты по улучшению инфраструктуры села, такие как сооружение автозаправочной станции, ирригационной системы и возобновляемого источника воды. В селе действовали оросительная система, газоснабжение и водоснабжение. Стролся областной центр, в двухэтажном здании должны были разместиться сельский центр, медпункт, библиотека и зал торжеств.